# 1937 chez Disney
Cet article présente la liste des évènements de la Walt Disney Productions ayant eu lieu en 1937.

## Événements

### Janvier
- 2 janvier 1937, Sortie du Mickey Mouse Le mouton devient loup[1]

### Février
- 6 février 1937, Sortie du Mickey Mouse Mickey Magicien[2]
- 20 février 1937, Sortie du Mickey Mouse Chasseurs d'élans[3]

### Mars
- 13 mars 1937, Sortie de la Silly Symphony Cabaret de nuit[4],[5]

### Avril
- 17 avril 1937, Sortie du Mickey Mouse Amateurs de Mickey[6]

### Mai
- 15 mai 1937, Sortie de la Silly Symphony Le Petit Indien[7],[8]
- 19 mai 1937, Sortie du film Academy Award Review of Walt Disney Cartoons[9],[10]

### Juin
- 9 juin 1937, Un mémo interne demande aux artistes d'aller voir l'adaptation de Yasha Frank de Pinocchio pour concevoir le film Pinocchio (1940)[11]

### Juillet
- 7 juillet 1937, Le studio Disney réalise une projection de la copie de travail de Blanche-Neige et les Sept Nains pour son personnel avec un questionnaire afin d'évaluer l'accueil du public[12]
- 31 juillet 1937, Disney obtient les droits d'adaptation de L'Apprenti sorcier de Paul Dukas, future séquence de Fantasia (1940)[13],[14]

### Septembre
- 24 septembre 1937, Sortie du Mickey Mouse Vacances à Hawaï[15]

### Octobre
- 15 octobre 1937, Sortie du Mickey Mouse Nettoyeurs de pendules[16]
- 17 octobre 1937, Première apparition de Riri, Fifi et Loulou dans un comic strip[17]

### Novembre
- 5 novembre 1937, Sortie de la Silly Symphony Le Vieux Moulin[18],[19], première utilisation de la caméra multiplane
- 26 novembre 1937, Sortie du Pluto Les Quintuplés de Pluto[20]

### Décembre
- 10 décembre 1937, Sortie du Donald Duck L'Autruche de Donald[21]
- 21 décembre 1937, Première mondiale du film Blanche-Neige et les Sept Nains au Carthay Circle Theater de Los Angeles[12]
- 24 décembre 1937
  - Sortie du Mickey Mouse Les Revenants solitaires[22]
  - Inauguration des studios de Disney à Burbank[23]